# William Douglas, 1. Marquess of Douglas
William Douglas, 1. Marquess of Douglas, 11. Earl of Angus (* 1589; † 19. Februar 1660), war ein schottischer Adliger aus der Familie Douglas.

## Leben
William war der älteste Sohn von William Douglas, 10. Earl of Angus und dessen Gemahlin Hon. Elizabeth Oliphant, Tochter des Laurence Oliphant, 4. Lord Oliphant. Er folgte seinem Vater 1611 als 11. Earl of Angus.
Um den religiösen Wirren zu entgehen sowie zu Kurzwecken wegen schwacher Gesundheit hielt William sich von 1616 bis 1620 und von 1623 bis 1625 auf dem Kontinent auf. Nach Jahren der Treue zum schottischen König während des Bürgerkriegs wurde William 1633 zum Marquess of Douglas mit den nachgeordneten Titeln Earl of Angus und Lord of Abernethy and Jedburgh Forest erhoben. Er bekleidete auch das Amt des Chief Lieutenant of the Borders.
Der Marquess beteiligte sich 1649 auf Seiten der Royalisten am Bürgerkrieg, nahm an der militärischen Expedition von James Graham, 1. Marquess of Montrose, teil und kämpfte in der Schlacht von Philiphaugh, bei der er zwar fliehen konnte, aber in Gefangenschaft geriet, aus der er später gegen ein Lösegeld wieder entlassen wurde. Im Rahmen von Cromwell’s Act of Grace erhielt er 1654 gegen Zahlung eines Bußgeldes von 1000 £ eine Amnestie.
Er lebte und starb auf Douglas Castle in South Lanarkshire. 

## Nachkommen
William Douglas heiratete 1601 in erster Ehe Hon. Margaret Hamilton (1585–1623), Tochter des Claud Hamilton, 1. Lord Paisley, mit der er folgende Kinder hatte:
- Lady Margaret Douglas (1601–1660), ⚭ um 1629 William Alexander, Lord Alexander († 1638), Sohn des William Alexander, 1. Earl of Stirling;
- Lady Jean Douglas (1602–1669), ⚭ 1632 John Hamilton, 1. Lord Bargeny;
- Lady Grizel Douglas (1603–1623), ⚭ 1635 Hon. William Carmichael, Master of Carmichael († 1657), Sohn des James Carmichael, 1. Lord Carmichael;
- Lady Anna Douglas († nach 1655);
- Archibald Douglas, 1. Earl of Ormond (1609–1655);
- Lord James Douglas (1617–1645), gefallen in Douai;
- Hon. William Douglas († vor 1623).

In zweiter Ehe heiratete er 1632 Lady Mary Gordon (1600–1674), Tochter des George Gordon, 1. Marquess of Huntly. Aus dieser Ehe hatte er folgende Kinder:
- Lady Henrietta Douglas (1633–1673), ⚭ 1645 James Johnstone, 1. Earl of Annandale and Hartfell;
- Lady Catherine Douglas (* 1633/41), ⚭ Sir William Ruthven;
- William Douglas-Hamilton, Duke of Hamilton, 1. Earl of Selkirk (1634–1694);
- George Douglas, 1. Earl of Dunbarton (1635–1692);
- Lady Isabel Douglas (* 1642), ⚭ 1657 William Douglas, 1. Duke of Queensberry;
- Lady Jane Douglas (* 1643/55), ⚭ 1670 James Drummond, 4. Earl of Perth;
- Lady Lucy Douglas († 1713), ⚭ 1669 Robert Maxwell, 4. Earl of Nithsdale;
- Lady Mary Douglas († 1669).

Seine Adelstitel gingen bei seinem Tod auf seinen Enkel James Douglas über, den Sohn des zu diesem Zeitpunkt bereits verstorbenen ältesten Sohnes Archibald.